# Ring ring (bara du slog en signal)
Ring ring (bara du slog en signal) är en popsång skriven av Benny Andersson, Stikkan Anderson och Björn Ulvaeus som ett tävlande bidrag till Melodifestivalen 1973. Sången spelades in och framfördes av den svenska popgrupp som lite senare kom att ta namnet Abba, men som då kallade sig "Björn & Benny, Agnetha & Frida". Gruppen spelade även in sången med text på engelska, tyska och spanska och då med den förkortade titeln Ring Ring. Vid översättningen till engelska kontaktades de amerikanska textförfattarna Neil Sedaka och Phil Cody för assistans. Både den svenska originalversionen och den engelska finns med på gruppens debutalbum, Ring ring.

## Historik
Sången började spelas in den 10 januari 1973 i Metronome studio i Stockholm. Denna dags demoinspelning hade arbetsnamnet Klocklåt.

### Medverkande musiker
- Benny Andersson, klaviatur
- Janne Schaffer, gitarr
- Björn Ulvaeus, gitarr
- Rutger Gunnarsson, elbas
- Ola Brunkert, trummor

### Melodifestivalen 1973
Låtskrivartrion Andersson, Anderson och Ulvaeus hade inbjudits att delta i Melodifestivalen 1973 och deras nyskrivna bidrag framfördes av kvartetten Björn & Benny, Agnetha & Frida vid den direktsända finalen från TV-husets studio 1 i Stockholm den 10 februari 1973. Bidraget hade startnummer fyra och framfördes mellan Inga-Lill Nilssons En frusen ros och Glenmarks En liten sång (som alla andra). Ring ring (bara du slog en signal) dirigerades av Lars Samuelson och i festivalorkestern fanns bl.a. gitarristen Janne Schaffer, som även medverkar i studioinspelningen av sången.
Omröstningen bestod detta år av elva jurymedlemmar som fick dela ut 1, 3 och 5 poäng till sina tre favoritbidrag. När omröstningen avslutats hade Ring ring (bara du slog en signal) fått åtta poäng; 3 poäng av Michele Claire och 5 poäng av Peter Holm. Poängen räckte till tredje plats. Vann gjorde duon Malta och bidraget Sommar'n som aldrig säger nej med 37 poäng. 
Musikern Janne Schaffer berättar i Carl-Magnus Palms bok ABBA - människorna och musiken om gruppens tredjeplacering: "[...] Jag minns hur de satt i sin loge efteråt. Jag har aldrig sett några som var så deprimerade!"
Gruppen återkom till Melodifestivalen året därpå med bidraget Waterloo, då de lyckades vinna inte bara den svenska uttagningen utan även Eurovision Song Contest.  

### Framgångar på listor och försäljning
Gruppen fick revansch på tävlingen sett till list- och försäljningsframgångar med sången. Den svenska och engelska versionen av sången gavs ut som singlar och placerade sig ganska snart efter tävlingen på första och andra plats på Kvällstoppen. Bägge singlarna hade i slutet av mars 1973 sålts i 100 000 exemplar i Sverige. På Svensktoppen låg den svenska versionen sammanlagt i 17 veckor under perioden 11 mars-1 juli 1973, och de nio första veckorna låg den etta.
Ring Ring släpptes på Epic Records i Storbritannien i oktober 1973, men lyckades inte ta sig in på någon lista. Gruppen återvände till sången i maj 1974, efter den internationella framgången med Waterloo och remixade sången och lade till saxofon, spelad av Ulf Andersson, och nyinspelad elgitarr, spelad av Janne Schaffer. Benny Andersson berättar i Carl-Magnus Palms bok ABBA - människorna och musiken: "Jag tror att det var engelsmännen som ville ha med saxofonen, därför att det hade varit saxofoner på Waterloo. Så hade det fungerat ända sedan 50-talet - man hade en hit och sen skulle nästa helst låta nästan likadant."  
Den nya versionen släpptes på singel i Storbritannien och nådde plats 32. Gruppen framförde versionen i brittisk TV i The Tommy Cooper Show. 

## Singel
I Sverige gavs sången ut både på svenska och engelska på varsin singelskiva. Nedan listas de båda singelskivornas utformning i Sverige. I övriga världen utgavs den engelskspråkiga versionen med antingen Rock'n Roll Band eller Merry-Go-Round som B-sida. 

### Den svenskspråkiga singeln
- A-sida Ring ring (bara du slog en signal)
- B-sida Åh, vilka tider

### Den engelskspråkiga singeln (i Sverige)
- A-sida Ring Ring
- B-sida She's My Kind of Girl

## Listplacering
Förutom listframgångar i Sverige, släpptes även den engelskspråkiga versionen internationellt. Detta avsnitt avser den engelskspråkiga versionen, förutom de två angivna svenska listorna, vilka syftar till originalversionen Ring ring (bara du slog en signal). Den engelskspråkiga versionen blev som bäst 2:a i Sverige (Kvällstoppen).  
| Lista (1973)         | Topplacering                      |
| -------------------- | --------------------------------- |
| Australien           | 92 (1973), 7 (återutgivning 1976) |
| Belgien              | 1                                 |
| Frankrike            | 82                                |
| Nederländerna        | 5                                 |
| Norge                | 2                                 |
| Nya Zeeland          | 17                                |
| Rhodesia             | 12                                |
| Storbritannien       | 32 (remix 1974)                   |
| Sverige              | 1                                 |
| Sverige (Tio i topp) | 1                                 |
| Sydafrika            | 3                                 |
| Österrike            | 2                                 |

## Coverversioner
1979 tolkades sången av Magnus Uggla på Magnus Uggla band sjunger schlagers. Sator spelade också in en version av sången och släppte den som singel 1993. Det svenska dansbandet Drifters tolkade sången på svenska på albumet Ljudet av ditt hjärta 2009.

## Övrigt
Sången är en av titlarna i boken Tusen svenska klassiker (2009).

### Fotnoter
1. 1 2  ”ABBA Annual 1973”. Arkiverad från originalet den 23 maj 2013. https://web.archive.org/web/20130523010332/http://www.abbaannual.com/1973.htm. Läst 11 december 2010.
2. ↑  ABBA - The complete recording sessions, Carl Magnus Palm, 1994, sid. 29
3. 1 2 3  ABBA - människorna och musiken, Carl Magnus Palm, 1996, sid. 42
4. ↑  Svensktoppen - 1973
5. ↑  ABBA - människorna och musiken, Carl Magnus Palm, 1996, sid. 56
6. ↑  ”ABBA”. Arkiverad från originalet den 23 april 2011. https://web.archive.org/web/20110423022144/http://abbasite.com/music/singles/waterloo-%28english-version%29-watch-out. Läst 29 april 2011.
7. ↑  Information i Svensk mediedatabas.
8. ↑  Information i Svensk mediedatabas.
9. ↑  Gradvall et al 2009, #360